# 조선민주주의인민공화국 려권

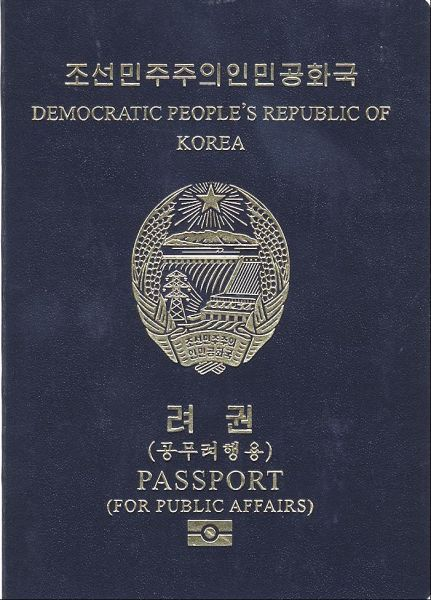
조선민주주의인민공화국 려권

조선민주주의인민공화국 려권(朝鮮民主主義人民共和國旅券)은 조선민주주의인민공화국의 국적인 사람이 해외를 여행할 경우 필요한 여권이다. 다른 모든 국가의 여권과 같이 이름, 생년월일 등의 기본적인 신분확인정보가 기록되어 있다.

## 역사

### 종류
- 공무려행용려권: 북한 인민들에게 발급된다. 하지만 생활 여건상 발급수가 적다.
- 공무려권: 국가 기관에 소속된 자 및 일부 공무원에게 발급된다.
- 외교려권: 외교관으로서 해외에 공무상 방문하는 경우 발급된다.

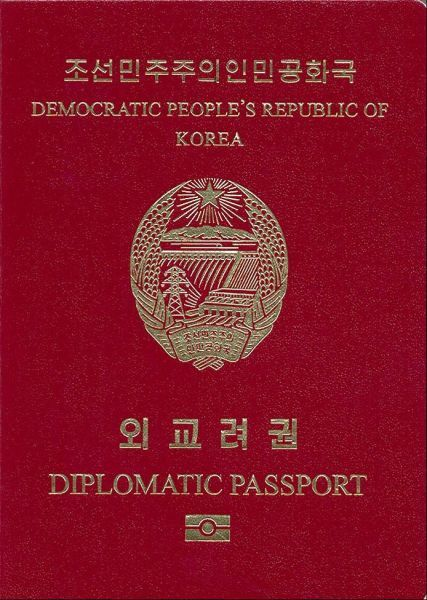
2016년 전자외교려권
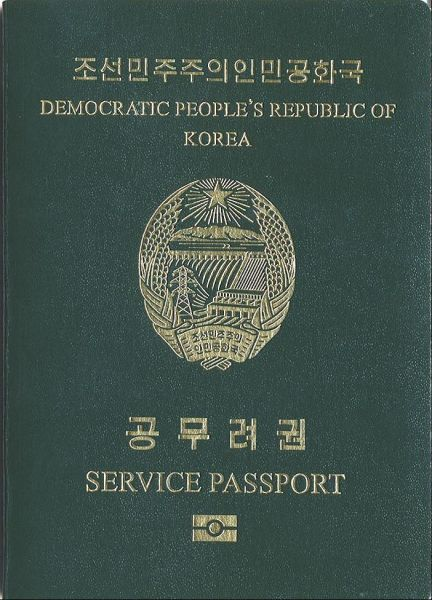
2016년 전자공무려권
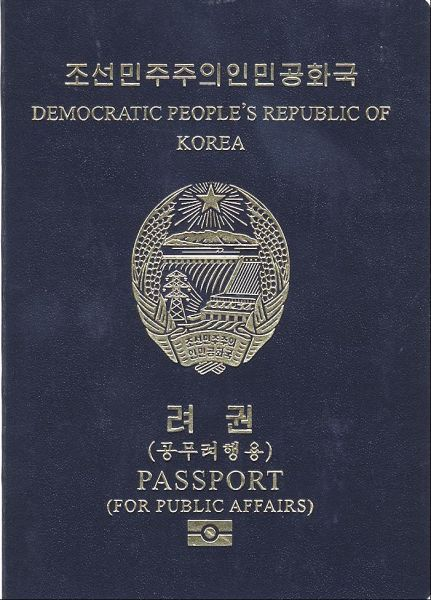
2016년 공무려행용려권

## 여권의 문구

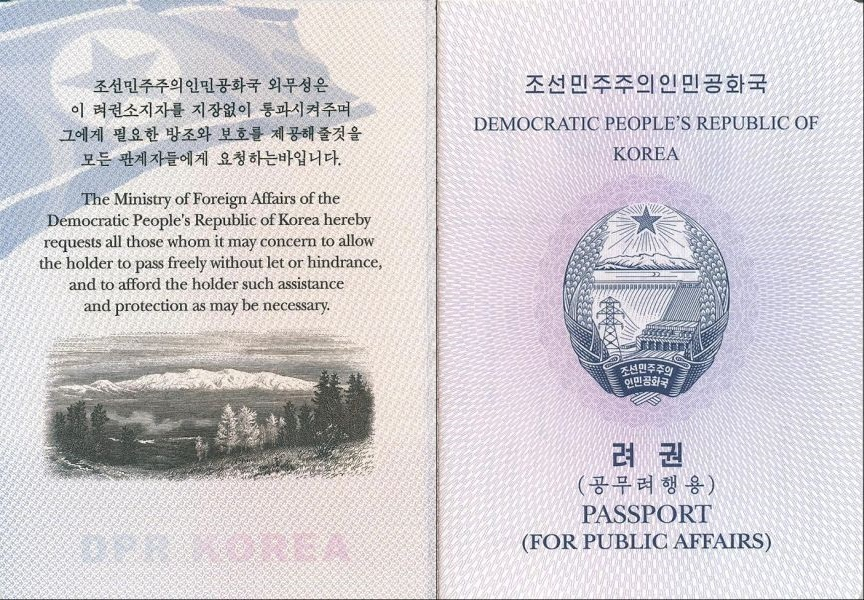
전자식 공무려행용려권

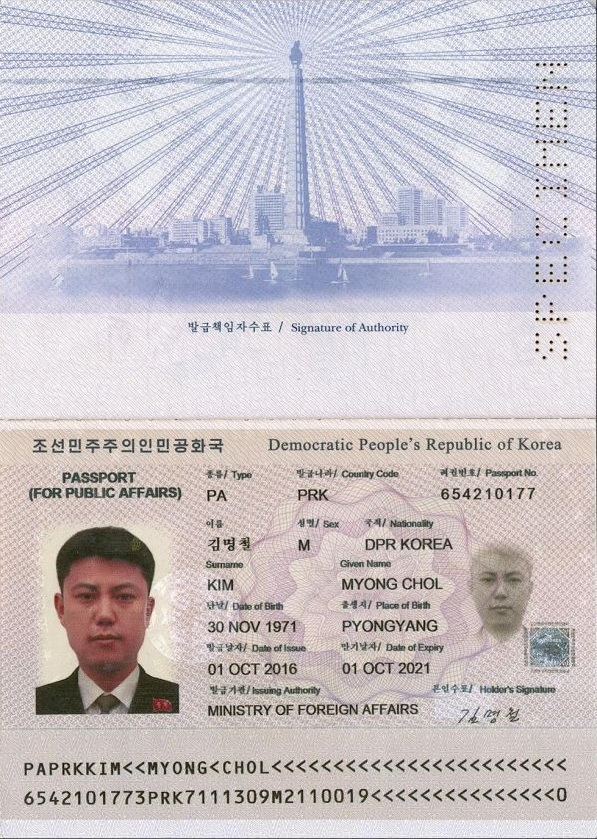
전자식 공무려행용려권 인적문구

여권에는 다음과 같은 문구가 포함되어 있다:
- 문화어:

조선민주주의인민공화국의 외무성은 이 려권소지자를 지장없이 통과시켜주며 그에게 필요한 방조와 보호를 제공해줄것을 모든 관계자들에게 요청하는 바입니다.
조선민주주의인민공화국 외무상
- 영어:

The Ministry of Foreign Affairs of the Democratic People's Republic of Korea hereby requests all those whom it may concern to allow the holder to pass freely without let or hindrance, and to afford the holder such assistance and protection as may be necessary.

## 대한민국 방문
조선민주주의인민공화국은 한반도 남부를 자국 영토의 일부로 간주하지 않고 있다. 대한민국 또한 조선민주주의인민공화국을 국가로 인정하지 않으므로 조선민주주의인민공화국의 여권을 인정하지 않고 있다. 따라서 조선민주주의인민공화국 여권을 가지고 일반인이 대한민국을 직접 여행할 수 없다. 또한 대한민국 경유로 한국에 입국하거나, 그 반대의 경유도 불가능하다. 대한민국의 국민도 대한민국 여권으로 조선민주주의인민공화국을 방문할 수 없다. 대한민국 지역을 방문하려는 조선민주주의인민공화국 주민은 조선민주주의인민공화국 외무성과 조선로동당 통일전선부의 사전 승인이 필요하며, 베이징시 등에 있는 대한민국 대사관에서 별도의 사증(비자)을 받아서 입국해야 한다.
하지만 조선민주주의인민공화국 수도인 평양시 주민을 제외한 지역의 주민들은 다른 지역으로 이동할 시 통행증을 따로 받아야 이동할 수 있다. 그러므로 비행기를 타고 외국 여행을 자유로이 할 수 없는 상황이다.

## 같이 보기
- 여권 목록
- 대한민국 외교부